# Impulse (marchio)
Impulse è una linea di deodoranti femminili, prodotti dalla Fabergé di proprietà della multinazionale Anglo-olandese Unilever.

Il logo

## Storia
Introdotto come perfume deodorant in Sudafrica nel 1972, Impulse venne lanciato in Europa nel 1979 con quattro varianti di fragranze: Always Alluring, Delightfully Daring, Instantly Innocent, e Suddenly Sassy.
Fra i testimonial del marchio, nel 1997 le Spice Girls, a cui fu legata la variante Impulse Spice.
Le fragranze Impulse sono state sviluppate dalla profumiera Ann Gottlieb. Oltre ai deodoranti, la linea Impulse include anche anti traspiranti e idratanti.